# NGC 1359
NGC 1359 este o galaxie spirală situată în constelația Eridanul. A fost descoperită în 12 octombrie 1836 de către John Herschel. Se află la o distanță de 38 de megaparseci de Pământ.